# Neomicrocalamus andropogonifolius
Neomicrocalamus andropogonifolius är en gräsart som först beskrevs av William Griffiths, och fick sitt nu gällande namn av Christopher Mark Adrian Stapleton. Neomicrocalamus andropogonifolius ingår i släktet Neomicrocalamus och familjen gräs. Inga underarter finns listade i Catalogue of Life.